# Mathieu Turcotte
Mathieu Turcotte (* 8. Februar 1977 in Sherbrooke, Québec) ist ein ehemaliger kanadischer Shorttracker.
Mathieu Turcotte begann mit dem Eislaufsport im Alter von sieben Jahren. Er lebt in Montréal und läuft für den Club Sherbrooke. In Kanadas Shorttrack-Nationalteam wird er vom Olympiasieger Derrick Campbell trainiert. Im Weltcup debütierte er 1999. Seinen ersten Golderfolg im Weltcup gelang ihm 2004 in Bormio, Italien und in der Saison 2004/2005 schloss er die 500-Meter-Wettbewerbe als Bester Läufer ab. Bei Weltmeisterschaften konnte er in den Jahren 2005 oder 2006 zweimal mit der Staffel den Weltmeistertitel gewinnen. Über die 1500-Meter-Distanz hält Mathieu die kanadische Bestmarke und gemeinsam mit seinen Kollegen (Tremblay, Hamelin, Robillard) hält er den Staffelweltrekord. Mit der Firma APEX Racing Skates, dessen Präsident und Mitbegründer er ist, entwickelt er Schlittschuh für den Eisschnelllauf- und Shorttracksport.
Bei den Olympischen Winterspielen 1998 war er nur als Ersatzmann mitgenommen worden. Erstmals an Wettkämpfen bei Olympia nahm er an den Winterspielen von 2002 in Salt Lake City teil. Mit der Staffel erliefen sich die Kanadier Gold und über 1000 Meter errang Mathieu Turcotte die Bronzemedaille. Bei den Spielen in Turin 2006 kam mit dem zweiten Platz in der Staffel seine dritte Olympiamedaille hinzu.   